# Eugenio Méndez
Eugenio Leonel Méndez Henríquez (* 23. November 1941 in Valparaíso) ist ein ehemaliger chilenischer Fußballspieler und späterer -trainer. Der Außenstürmer absolvierte vier Länderspiele für Chiles Nationalmannschaft, in denen er zwei Tore erzielte und wurde auf Vereinsebene zweimal chilenischer Pokalsieger.

## Karriere

### Verein
Eugenio Méndez, auch Pastelito genannt, begann seine Karriere in seiner Heimatstadt bei den Santiago Wanderers. Im Dezember 1958 debütierte er beim Klub in der Copa Chile. Bei den Wanderers verbrachte der Offensivakteur die meiste Zeit seiner Karriere und gewann die Copa Chile 1959 und 1961. Zudem erreichte er mit dem ältesten Fußballklub Chiles die zweite Gruppenphase der Copa Libertadores 1969. Außerdem spielte Méndez noch für den CD Magallanes, Deportes La Serena, Audax Italiano sowie 1975 für San Luis de Quillota. Méndez sammelte in Mexiko beim CF Laguna und in Ecuador bei Zweitligist SD Aucas erste Auslandserfahrung. Nach einer kurzen Rückkehr nach Chile in den Jahren 1974 und 1975 wechselte Méndez 1976 nach Bolivien, wo er auch über sein Karriereende hinaus blieb.

### Nationalmannschaft
Eugenio Méndez debütierte im September 1964 für Chile unter Francisco Hormazábal bei der Copa Carlos Dittborn gegen Argentinien. Bei der 0:5-Niederlage kam er für Mario Moreno in die Partie. Beim Weltmeisterschafts-Qualifikationsspiel gegen Kolumbien erzielte Méndez beim 7:2-Erfolg zwei Tore. Im Rückspiel gab es eine 0:2-Niederlage, die für den Offensivspieler das vierte und letzte Länderspiel war.

### Trainer
Nach seiner aktiven Karriere arbeitete Méndez für verschiedene bolivianische Klubs als Trainer, darunter den Club Destroyers und die Sport Boys Warnes.

## Erfolge
Santiago Wanderers
- Copa Chile: 1959, 1961

## Sonstiges
Sein Bruder Javier Méndez war ebenfalls Profifußballspieler und spielte bei der Copa América 1975.